# 15606 Вінер
15606 Вінер (15606 Winer) — астероїд головного поясу, відкритий 11 квітня 2000 року.
Тіссеранів параметр щодо Юпітера — 3,661.